# Myoelastisch-aerodynamischer Prozess
Der myoelastisch-aerodynamische Prozess, manchmal auch die myoelastisch-aerodynamische Theorie, ist die Bezeichnung für ein physikalisches Modell, welches die Entstehung von Schwingungen im menschlichen Kehlkopf erklärt. Die daran beteiligten Kräfte stammen einerseits aus dem Atemstrom und der mit ihm einher gehenden Aerodynamik, andererseits aus der Elastizität der beiden gespannten Stimmlippen, die sich bei der Phonation dicht nebeneinander legen und dabei – als Zwischenraum – die Stimmritze (Glottis) bilden.
Durch diese Ritze hindurch strömt die Atemluft – von der Lunge kommend – durch den Vokaltrakt nach außen: durch Rachen, Mundhöhle und Mundöffnung ins Freie.

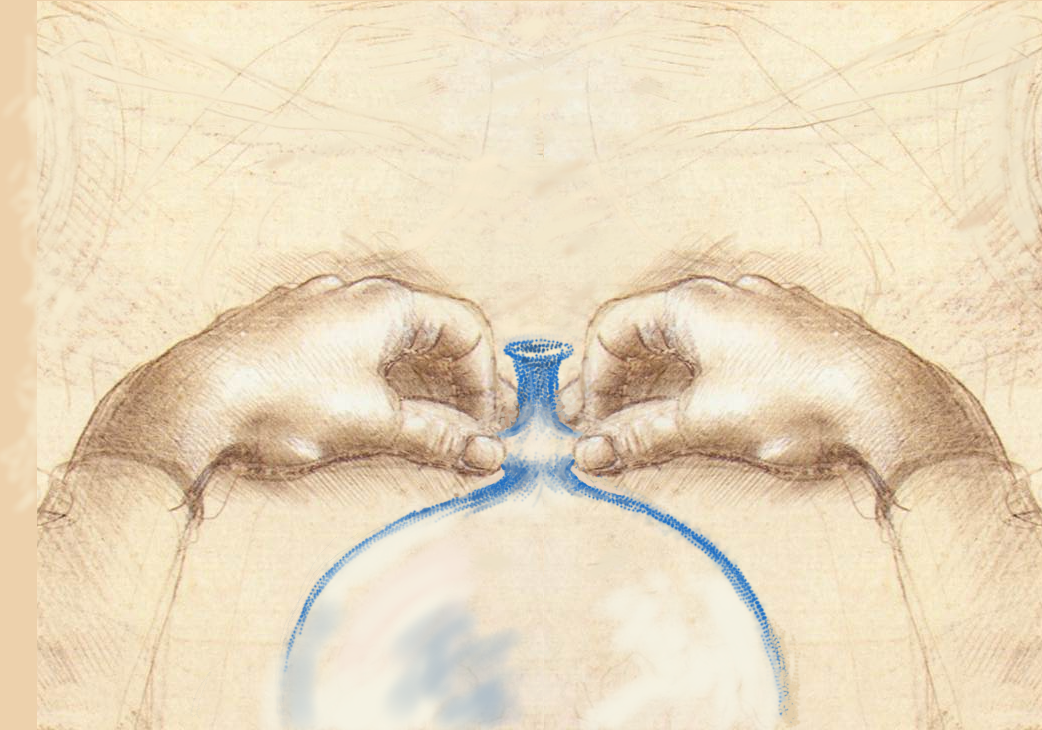
Freihandversuch mit Luftballon (Collage unter Verwendung einer Rötelskizze da Vincis von Winfried Völlger)

Dass und wie dabei die Stimmlippen in Schwingungen geraten, vermag ein einfacher Versuch zu zeigen. Man greift einen gut gefüllten Luftballon beiderseits mit Daumen und Zeigefinger am Füllstutzen und zieht die Öffnung zu einer Ritze auseinander. Je nach eingesetzter Spannung lässt sich ein mehr oder weniger reiner Ton erzeugen. Von der Tatsache, dass auf diese Weise kein vollkommener Verschluss zustande kommt, kann man sich leicht überzeugen: ein kurzes Stück Papier kann auch mit Anstrengung nicht in der Ritze festgehalten werden. Von einem Aufsprengen des Glottis-Verschlusses sollte also auch besser nicht gesprochen werden.
Beim normalen, tonlosen Ein- und Ausatmen bewegt sich die Luft etwa mit Schrittgeschwindigkeit (2 m/s) durch die Glottisebene. Die beiden Stimmlippen bilden dabei – zusammen mit der rückseitigen Kehlkopfwand – ein etwa gleichseitiges Dreieck und damit den an dieser Stelle größtmöglichen Strömungsquerschnitt (etwa 3 bis 5 cm²). Beim Lautgeben (Phonation) werden die Stimmlippen durch eine Dreh-Kipp-Bewegung der beiden Stellknorpel gegeneinander geschwenkt, wodurch das Durchlassdreieck sehr schmal wird und sich damit zur Ritze verengt: der Strömungsquerschnitt wird dabei auf etwa 0,30 bis 0,15 cm² verkleinert. Die dann durch die Glottisebene strömende Luft wird innerhalb dieser Düse auf eine deutlich höhere Geschwindigkeit beschleunigt (ca. 10 bis 40 m/s).
Gemäß den bereits von Bernoulli beschriebenen Strömungs-Gesetzen entsteht dabei in der Glottis ein Unterdruck, der die elastischen Stimmlippen auf einander zu saugt, bis sie zusammenprallen und dadurch die Strömung zum Stillstand kommt. Damit erlischt aber auch die senkrecht zur Strömung wirkende Saugkraft – die Stimmlippen bewegen sich infolge ihrer Elastizität wieder bis auf die vormalige Spaltbreite auseinander. Die daraufhin erneut ausströmende Luft beschleunigt sich und erzeugt aufs Neue eine wachsende Saugkraft zwischen den Stimmlippen.
Diesem Zyklus folgen fortlaufend weitere in gleicher Weise, und erst wenn der aus der Lunge nachströmende Atem endet oder wenn die Stellknorpel das Stimmlippenpaar zurück in die Atemstellung geschwenkt haben, endet dieser – im Detail zyklische – Prozess.
Der Gesamtprozess beginnt regelmäßig mit ausströmender Atemluft und mit dem von den Stellknorpeln geführten Schwenk der Stimmlippen in die Phonationsstellung.